# 手塚理
手塚 理（てづか おさむ、1958年2月4日 - ）は、主にテレビ、ドラマ、演劇の音楽を手がける作曲家、編曲家。中央大学理工学部数学科卒業後、システムインテグレーション会社勤務を経て、1982年に作曲家渡辺岳夫に師事。1989年よりフリー。東京都練馬区出身。CGアーティスト団体『ディジタル・イメージ』のメンバーとしてオリジナルツールによるCG作品を発表していたこともある。

## 主な作品

### アニメーション
- 流星機ガクセイバー
- ヤマトタケル（Vinkと共作）
- 楽しいウイロータウン
- 妖精ディック
- マスターモスキートン
- マスターモスキートン'99
- スレイヤーズシリーズ（Vinkと共作）
  - スレイヤーズ
  - スレイヤーズNEXT
  - スレイヤーズTRY
  - スレイヤーズREVOLUTION
  - スレイヤーズEVOLUTION-R
- ロスト・ユニバース
- メダロット
- 赤ずきんチャチャ
- SHADOW SKILL
- ポピーザぱフォーマー
- ガイキング LEGEND OF DAIKU-MARYU
- ぽぽたん
- 兵庫のおじさん
- 波打際のむろみさん

### ドラマ
- 新・赤かぶ検事奮戦記
- 料理少年Kタロー
- べにすずめたちの週末
- とっても母娘
- アイとサムの街
- 壁ぎわ税務官
- 早乙女千春の添乗報告書
- 明日さがし

### 演劇
- 大岡越前　主演：加藤剛／明治座
- わんぱく姫奉行てんまつ記　主演：長山洋子／新宿コマ劇場
- 眠狂四郎　主演；舟木一夫／京都南座
- 花は紅・染千代一座]　出演；愛川欽也・竹下景子／明治座
- 男の花道　主演；ピーター・草刈正雄／アートスフィア
- 初春あばれ獅子　主演；里見浩太朗／明治座
- おさん茂兵衛　主演：里見浩太朗
- すったもんだDE カガミ町　出演；うつみ宮土理／三越劇場
- 殿様弥事喜多　主演：舟木一夫／中日劇場
- 俺はお殿さま　主演：コロッケ／新宿コマ劇場

### ゲーム音楽
- NOëL